# Hobie Cat
En Hobie Cat er en lille sejlkatamaran fremstillet af Hobie Cat Company (opkaldt efter Hobie Alter, firmaets grundlægger), som blev startet til fremstilling af surfbrædder i 1950'erne. Siden sidst i 1960'erne begyndte Hobie også at fremstille katamaraner og er siden blevet verdens største producent af små katamaraner. I dag fremstiller Hobie også kajakker, surfbrædder og sejlbåde, men det er katamaranerne, de er kendt for.

## Modeller
Hobie producerede i 2007 både med længde fra 14 til 21 fod (3,66 m til 6,7 m) og mastehøjde fra 20 til 33 fod. De populæreste modeller var:

### Katamaraner
| Type                | Længde | Bredde                   | Mastehøjde  | Vægt     |                                                        |
| ------------------- | ------ | ------------------------ | ----------- | -------- | ------------------------------------------------------ |
| Bravo               | 3,66 m | 1,35 m                   | 5,79 m      | 88,45 kg |                                                        |
| Catsy               | 3,10 m | 1,66 m                   | 3,80/4,10 m | 72 kg    |                                                        |
| Teddy               | 3,91 m | 2,15 m                   | 6,10 m      | 114 kg   |                                                        |
| Twixxy              | 4,38 m | 2,30 m                   | 7,00 m      | 139 kg   |                                                        |
| Wave                | 3,98 m | 2,13 m                   | 6,10 m      | 118 kg   |                                                        |
| Getaway             | 5,07 m | 2,40 m                   | 7,60 m      | 155 kg   |                                                        |
| Dragoon             | 3,91 m | 2,15 m                   | 6,40 m      | 104 kg   |                                                        |
| Hobie 14            | 4,25 m | 2,31 m                   | 6,78 m      | 109 kg   | siden 2007 også som Hobie 14 Power                     |
| Hobie Max           | 4,90 m | 2,50 m                   | 8,00 m      | 146 kg   |                                                        |
| Hobie 15            | 4,94 m | 2,39 m                   | 7,20 m      | 155 kg   |                                                        |
| Hobie 15 Club       | 4,95 m | 2,26 m                   | 7,20 m      | 155 kg   |                                                        |
| Hobie 16            | 5,05 m | 2,43 m                   | 7,95 m      | 145 kg   |                                                        |
| Hobie 17 *)         | 5,18 m | 2,44 m/3,53 m            |             | 154,2 kg | Efterfølgeren til FX-One                               |
| FX-One              | 5,25 m | 2,55 m                   | 8,50 m      | 140 kg   | til singlehandsejlads, komplet udrustet til 2 personer |
| Hobie 18 *)         | 5,49 m | 2,44 m                   | 8,50 m      |          |                                                        |
| Hobie 18 Formula *) | 5,49 m | 2,44 m                   | 9,00 m      |          |                                                        |
| Hobie Pacific       | 5,58 m | 2,50 m                   | 9,00 m      | 165 kg   |                                                        |
| Tiger               | 5,51 m | 2,60 m                   | 9,00 m      | 180 kg   | F18 (Bådtype)                                          |
| Wildcat             | 5,46 m | 2,59 m                   | 8,99 m      | 180 kg   | F18 (Bådtype)                                          |
| Hobie 20 Formula *) | 5,95 m | 2,50 m 2,90 m med vinger | 9,00 m      | 198 kg   |                                                        |
| Fox                 | 6,10 m | 2,60 m                   | 9,50 m      | 190 kg   |                                                        |
| Hobie 21 *)         | 6,50 m | 2,85 m 4,20 m med vinger | 10,06 m     | 285 kg   |                                                        |
| Hobie 21 Formula *) | 6,50 m | 3,20 m 4,50 m med vinger | 10,06 m     | 245 kg   |                                                        |

*) bliver ikke længere fremstillet

### Trimaraner
| Type             | Længde | Bredde | Mastehøjde | Vægt      |                    |
| ---------------- | ------ | ------ | ---------- | --------- | ------------------ |
| Adventure Island | 4,88 m |        |            | 52,12 kg  |                    |
| TriFoiler *)     | 6,70 m | 5,79 m |            | 154,22 kg | (bygget 1995–2005) |

## Eksterne links
- Danish Hobie Class Association